# Kilgour
Kilgour är ett anrikt brittiskt herrskrädderi, beläget på skräddargatan Savile Row i London. Skrädderiet grundades 1882 och hette fram till 2003 "Kilgour, French and Stanbury".
I likhet med många andra skrädderier har Kilgour på senare tid vidgat sin verksamhet och saluför även konfektion och måttkonfektion, vid sidan av skräddarsydda plagg.
Kostymerna är av klassiskt snitt med lutning åt det formella hållet, men trots detta upplevs designen som mycket modern.
Bland kunderna finns idag flera brittiska och amerikanska celebriteter så som Jude Law, Hugh Grant och Noel Gallagher.